# Piverone
Piverone est une commune de la ville métropolitaine de Turin, dans le Piémont, en Italie.

## Culture locale et patrimoine
Au bord du lac, dans le hameau du Lido di Anzasco, se trouve la villa Saporiti, de style éclectique.

## Administration
| Période                                  | Période  | Identité      | Étiquette | Qualité |
| ---------------------------------------- | -------- | ------------- | --------- | ------- |
| 14 juin 2004                             | En cours | Benito Favaro |           |         |
| Les données manquantes sont à compléter. |          |               |           |         |

### Hameaux
Lido di Anzasco.

### Communes limitrophes
Palazzo Canavese, Zimone, Magnano, Albiano d'Ivrea, Azeglio, Viverone.

### Jumelages
- Dég (Hongrie).